# Петрівка (Могилів-Подільський район)
Петрі́вка —  село в Україні, у Могилів-Подільській міській громаді Могилів-Подільського району Вінницької області.До 2020 орган місцевого самоврядування — Пилипівська сільська рада. Населення становить біля 35 осіб.

## Історія
12 червня 2020 року, відповідно до Розпорядження Кабінету Міністрів України № 707-р «Про визначення адміністративних центрів та затвердження територій територіальних громад Вінницької області», увійшло до складу Могилів-Подільської міської громади.
19 липня 2020 року, в результаті адміністративно-територіальної реформи та ліквідації Могилів-Подільського району (1923 — 2020), село увійшло до складу новоутвореного Могилів-Подільського району.

## Населення

### Мова
Розподіл населення за рідною мовою за даними перепису 2001 року:
| Мова       | Відсоток |
| ---------- | -------- |
| українська | 99,26%   |
| російська  | 0,74%    |